# JP Rufino
João Pedro da Silva Rufino, mais conhecido pelo nome artístico de JP Rufino (Rio de Janeiro, 26 de setembro de 2002), é um ator brasileiro.

## Biografia
A paixão pela música JP Rufino herdou do pai, Sérgio, integrante do Grupo Revelação. Mas não é preciso conversar com a dupla por muito tempo para perceber que eles têm preferências bem distintas. A camiseta preta, o lenço no pescoço e os óculos escuros — que J.P. coloca para a foto — entregam que o gênero preferido do garoto, de 13 anos, é o rock’n roll. Já o pai, pagodeiro, logo pega o pandeiro e começa a batucar.
Sérgio, pai de mais dois meninos, conta que não incentivou os filhos a seguirem a profissão apesar de o mais velho, de 19 anos, já ter tido um grupo de pagode.

## Filmografia

### Televisão
| Ano             | Título                                  | Personagem                                               | Nota                    |
| --------------- | --------------------------------------- | -------------------------------------------------------- | ----------------------- |
| 2013–14         | Além do Horizonte                       | Edmílson Machado Sampaio (Nílson)                        |                         |
| 2014–15         | Alto Astral                             | Adeílson Duarte (Azeitona)                               |                         |
| 2016            | Êta Mundo Bom!                          | Washington Sebastião Ferreira Sampaio Martino (Pirulito) |                         |
| 2018            | Orgulho e Paixão                        | Trajano Pereira (Estilingue)                             |                         |
| 2019 - Presente | O Dono do Lar                           | Miguel                                                   |                         |
| 2022            | Um Lugar ao Sol                         | Luan Ribeiro (adolescente)                               | Episódio: "25 de março" |
| 2023            | Acampamento de Magia para Jovens Bruxos | Uric                                                     |                         |

### Cinema
| Ano  | Título                            | Personagem   |
| ---- | --------------------------------- | ------------ |
| 2019 | Ela Disse, Ele Disse              | Homero       |
| 2022 | Uma Pitada de Sorte               | Fred Brandão |
| 2024 | Mallandro, o Errado Que Deu Certo | Ele Mesmo    |

## Prêmios e indicações

### Melhores do Ano
| Ano  | Categoria                  | Indicado          | Resultado | Ref.  |
| ---- | -------------------------- | ----------------- | --------- | ----- |
| 2013 | Melhor Ator ou Atriz Mirim | Além do Horizonte | Venceu    | [ 7 ] |
| 2016 | Melhor Ator ou Atriz Mirim | Êta Mundo Bom!    | Venceu    | [ 8 ] |

### Prêmio Contigo! de TV
| Ano  | Categoria            | Indicado    | Resultado |
| ---- | -------------------- | ----------- | --------- |
| 2015 | Melhor Ator Infantil | Alto Astral | Venceu    |